# Kids' Choice Awards 2006
La 18ª edizione dei Nickelodeon Kids' Choice Awards si è svolta il 1º aprile 2006 presso il Pauley Pavilion di Los Angeles e trasmesso in diretta dalla rete statunitense di Nickelodeon.
La conduzione è stata affidata per la sua prima volta all'attore e comico Jack Black. Nel corso della premiazione si sono alternate le esibizioni musicali di Chris Brown, Bow Wow e P!nk.

## Candidature
I vincitori sono in grassetto.

### Televisione

#### Serie TV preferita
- Drake & Josh
- American Idol
- Fear Factor
- Raven

#### Attore televisivo preferito
- Drake Bell – Drake & Josh
- Ashton Kutcher – That '70s Show
- Bernie Mac – The Bernie Mac Show
- Romeo Miller – Romeo!

#### Attrice televisiva preferita
- Jamie Lynn Spears – Zoey 101
- Eve Jeffers – Eve
- Jennifer Love Hewitt – Ghost Whisperer
- Raven-Symoné – Raven

#### Serie animata preferita
- SpongeBob
- I Simpson
- Le avventure di Jimmy Neutron
- Due fantagenitori

### Cinema

#### Film preferito
- Harry Potter e il calice di fuoco (Harry Potter and the Goblet of Fire), regia di Mike Newell
- La fabbrica di cioccolato (Charlie and the Chocolate Factory), regia di Tim Burton
- Herbie - Il super Maggiolino (Herbie: Fully Loaded), regia di Angela Robinson
- Io, lei e i suoi bambini (Are We There Yet?), regia di Brian Levant

#### Attore cinematografico preferito
- Will Smith – Hitch - Lui sì che capisce le donne
- Jim Carrey – Dick & Jane - Operazione furto
- Johnny Depp – La fabbrica di cioccolato
- Ice Cube – Io, lei e i suoi bambini

#### Attrice cinematografica preferita
- Lindsay Lohan – Herbie - Il super Maggiolino
- Jessica Alba – I Fantastici 4
- Drew Barrymore – L'amore in gioco
- Dakota Fanning – Dreamer - La strada per la vittoria

#### Film d'animazione preferito
- Madagascar, regia di Eric Darnell e Tom McGrath
- Wallace & Gromit - La maledizione del coniglio mannaro (The Curse of the Were-Rabbit), regia di Nick Park
- Chicken Little - Amici per le penne (Chicken Little), regia di Mark Dindal
- Robots, regia di Chris Wedge e Carlos Saldanha

#### Voce in un film d'animazione preferita
- Chris Rock – Madagascar
- Johnny Depp – La sposa cadavere
- Ben Stiller – Madagascar
- Robin Williams – Robots Robots

### Musica

#### Gruppo musicale preferito
- Green Day
- Backstreet Boys
- The Black Eyed Peas
- Destiny's Child

#### Cantante maschile preferito
- Jesse McCartney
- Bow Wow
- Nelly
- Will Smith

#### Cantante femminile preferita
- Kelly Clarkson
- Mariah Carey
- Hilary Duff
- Alicia Keys

#### Canzone preferita
- Wake Me Up When September Ends – Green Day
- 1, 2 Step – Ciara
- Hollaback Girl – Gwen Stefani
- We Belong Together– Mariah Carey

### Miscellanea

#### Videogioco preferito
- Madagascar: Operation Penguin
- Madden NFL 06
- Mario Superstar Baseball
- Gli Incredibili: L'Ascesa del Minatore

#### Libro preferito
- Harry Potter
- Una serie di sfortunati eventi
- Le cronache di Narnia
- L'albero

#### Atleta preferito
- Lance Armstrong
- Allen Iverson
- Shaquille O'Neal
- Alexander Rodriguez

### Wannabe Award
- Chris Rock